# Finower Wasserturm
Der Finower Wasserturm ist Teil der denkmalgeschützten Messingwerk-Siedlung in Eberswalde, Ortsteil Finow. Der Wasserturm entstand am Beginn des 20. Jahrhunderts zur Wasserversorgung des Messingwerkes und wurde nach dessen Stilllegung 1960 im Jahr 1964 auch außer Betrieb genommen. Nach einigem Leerstand dient der Turm seit dem Jahr 2009 als Regionalmuseum zur Geschichte des Werkes und des Turmes.

## Lage
Das Bauwerk mit der Adresse Am Wasserturm 2, 16227 Eberswalde, steht auf der Südseite der genannten Straße. Verkehrsmäßig ist es mit einem Stadtbus ab Bahnhof Eberswalde (Linie 864, Haltestelle Erich-Steinfurth-Straße) erreichbar. – Der Bauherr hat mit dem Architekten zusammen den Standort des Turmes so ausgewählt, dass sich das Bauwerk in seinem Gartenteich spiegelt.

## Geschichte des Wasserturms

### Bau und Beschreibung
Im Auftrag der Hirsch Kupfer- & Messingwerke AG entstand in den Jahren 1917/1918 der Wasserturm nach Plänen und unter Leitung des Architekten Paul Mebes. Noch vor dem ersten Spatenstich erhielt er im März 1917 den Namen Hindenburg-Turm zu Ehren von Paul Hindenburg. Im Jahr 1920 erfolgte die offizielle Inbetriebnahme des Turmes. Er versorgte die Fabrik mit Betriebswasser und die umstehenden Arbeiterwohnhäuser mit Frischwasser.
Ein Sprengmeister der Wehrmacht (Gerhard Kessler) weigerte sich am Ende des Zweiten Weltkriegs, im April 1945, den Turm aus strategischen Gründen zu sprengen. Er gilt damit als „Retter des Wasserturms“ und wird in der Dauerausstellung entsprechend erwähnt.
Der Name Hindenburg-Turm wurde 1949 auf Beschluss der neuen Stadtverwaltung getilgt und das Bauwerk in Finower Wasserturm umbenannt.
In den Jahren 1953/1954 führte die Stadt Eberswalde eine erste Sanierung des Wasserbauwerks durch. Nach der Stilllegung der Pumpenanlage 1964 blieben die Rohre, Pumpen und dergleichen vorläufig erhalten, da der Turm als Betriebsreserve diente. Erst nach einem schweren Frostschaden im Winter 1973/1974 wurde die Anlage endgültig stillgelegt.

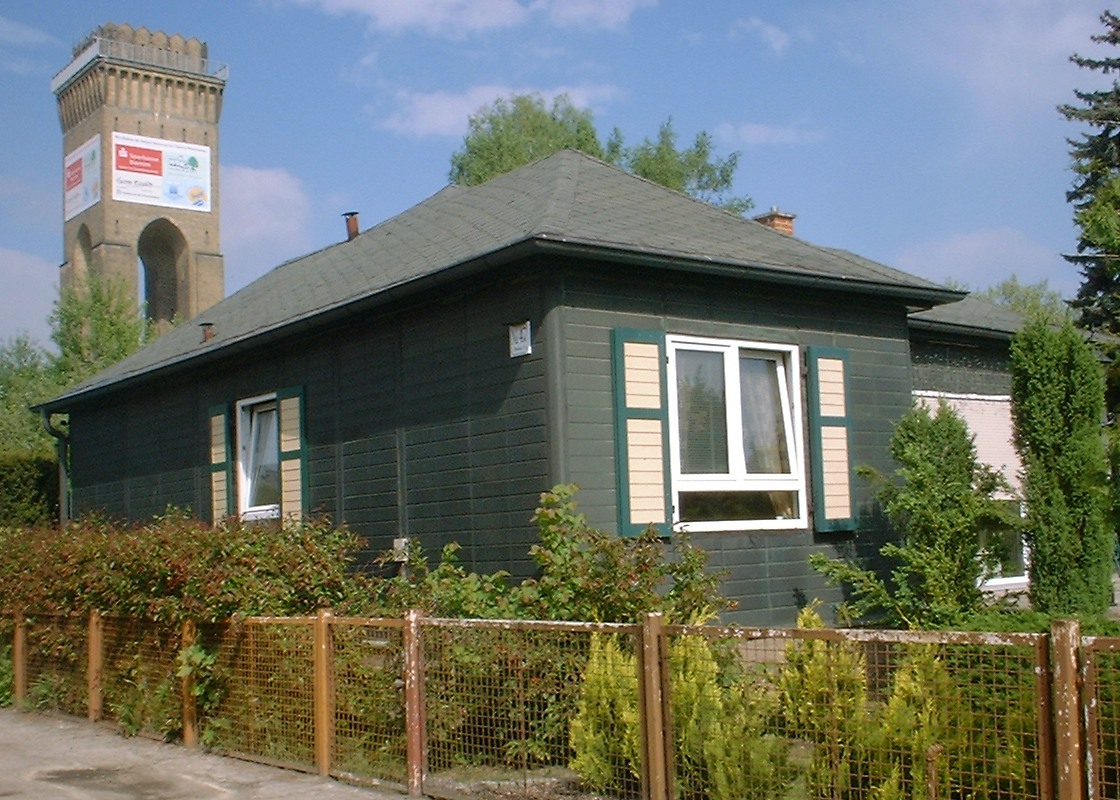
Januar 2006: der Turm hinter dem Kupferhaus (linker Bildrand)

Das technische Bauwerk wird dem Baustil des Expressionismus zugeordnet, zeigt aber auch Elemente aus der Gotik wie die Spitzbögen des Basisgebäudes oder die einfachen Strebepfeiler rundum an der Aussichtsplattform. Der einzeln stehende Turm besitzt einen quadratischen Grundriss mit Seitenlängen von elf Metern, seine von unten nach oben in drei flachen Stufen zurückspringenden Fassaden sind unverputzte gelb gebrannte Ziegelsteine.
Die Untergeschosse bilden eine mehrstöckige hohe offene Halle mit vier als Türme ausgebauten Stützen an den Ecken. Die Rohrleitungen verlaufen demzufolge außermittig in den Eckpfeilern.
Oberhalb der ehemaligen Kesselstube befindet sich auf 44 Meter Höhe ein offener galerieartiger Umgang, der über eine innere Treppenanlage mit 261 Stufen erreichbar ist und seit der Stilllegung als Aussichtspunkt dient.
In einem der Stütztürme ist während der Sanierung im 21. Jahrhundert eine Aufzugsanlage für den barrierefreien Zugang eingebaut worden.
Ein flaches Zeltdach schließt das Bauwerk ab.
Auf Straßenniveau sind zwischen den Stütztürmchen auf drei Seiten Gedenktafeln für die Toten des Ersten Weltkriegs aus der Gemeinde Finow aufgestellt, die 1930 eingeweiht worden sind. Ein Metallstaketenzaun schützt die Gedenkanlage gegen Vandalismus.

### Nutzung
Im Jahr 2003 hat sich der Förderverein Finower Wasserturm und sein Umfeld e.V.  gegründet und zuerst eine Sanierung aller Turmteile veranlasst, die von 2004 bis 2007 erfolgte. Danach richtete der Verein in der Hauptetage, direkt im Wasserbehälter, die Dauerausstellung Messingwerk – Ein Dokument der Arbeit zur Geschichte des Messingwerkes ein. Sie wurde 2009 eröffnet. In der Etage darunter konnten zwei weitere Ausstellungen untergebracht werden, die die Entstehungsgeschichte von Finow und die Funktion des Wasserturms bei der Metallherstellung zeigen. Sie wurden im Jahr 2015 der Öffentlichkeit übergeben. 2016 wurden die Ausstellungen zum Regionalmuseum Wasserturm Finow umbenannt.
Die Treppenanlage wird seit 2013 einmal jährlich für einen sportlichen Wettbewerb, den Finower Treppenlauf, genutzt, organisiert vom Förderverein.

### Technische Daten
Der 48,60 Meter hohe Turm hat ein Fassungsvermögen  von rund 200 Kubikmetern.
Die Rohrleitungen, Armaturen, Filter- und Pumpenanlagen des Turmes fertigte die Mannheimer Firma Bopp & Reuther und baute sie 1918 ein.
Die Vor-Ort-Betreuung erfolgte durch einen Ersten und einen Zweiten Brunnenbau- und Wasserwerksmeister, der Erste nach Inbetriebnahme war Friedrich Bonnet (bis 1945), der Zweite war Willi Seefeld (bis 1968).